# Danilo Goffi
Pour les articles homonymes, voir Goffi.
Danilo Goffi (né le 3 décembre 1972 à Legnano) est un athlète italien, spécialiste du marathon. 

## Biographie
Vainqueur du Marathon de Venise en 1995, il se classe neuvième des Jeux olympiques de 1996 et quatrième des championnats du monde de 1997.
En 1998, il remporte la médaille d'argent du marathon des championnats d'Europe, à Budapest en Hongrie, dans un temps de 2 h 12 min 11 s, devancé par son compatriote Stefano Baldini. Il termine cinquième des championnats du monde 1999, treizième des championnats d'Europe de 2002 et onzième de ceux de 2006.
Son record personnel sur la distance, obtenu le 19 avril 1998 lors du Marathon de Rotterdam, est de 2 h 8 min 33 s.

### Palmarès
| Date | Compétition           | Lieu     | Résultat | Épreuve  | Performance     |
| ---- | --------------------- | -------- | -------- | -------- | --------------- |
| 1996 | Jeux olympiques       | Atlanta  | 9e       | Marathon | 2 h 15 min 8 s  |
| 1997 | Championnats du monde | Athènes  | 4e       | Marathon | 2 h 14 min 47 s |
| 1998 | Championnats d'Europe | Budapest | 2e       | Marathon | 2 h 12 min 11 s |
| 1999 | Championnats du monde | Séville  | 5e       | Marathon | 2 h 14 min 50 s |
| 2002 | Championnats d'Europe | Munich   | 13e      | Marathon | 2 h 15 min 57 s |
| 2006 | Championnats d'Europe | Göteborg | 11e      | Marathon | 2 h 14 min 45 s |

### Records
| Épreuve  | Performance    | Lieu      | Date          |
| -------- | -------------- | --------- | ------------- |
| Marathon | 2 h 8 min 33 s | Rotterdam | 19 avril 1998 |